# .de
.de е интернет домейнът от първо ниво, предназначен за Федерална република Германия.
Името произлиза от първите две букви на немската дума за Германия (Deutschland). До 1989 Източна Германия има отделен ISO 3166-1 код (dd), но никога не е използвала собствен домейн от първо ниво; .de е единственият немски домейн от първо ниво, който е съществувал.
Един от първите регистрирани .de-домейни е uni-dortmund.de, сайта на Дортмундския технологичен университет.
Името на домейна трябва да съдържа минимум 3 букви; не само цифри. Единствените известни изключения са db.de (Deutsche Bahn – Немските железници), ix.de, и hq.de, които имат само по 2 букви, но са регистрирани преди правилото за 3 букви да се наложи в практиката. Списъкът с позволените IDN символи се състои от:
áàăâåäãąāæćĉčċçďđéèĕêěëėęēğĝġģĥħíìĭîïĩįīıĵķĺľļłńňñņŋóòŏôöőõøōoeĸŕřŗśŝšşťţŧúùŭûůüűũųūŵýŷÿźžżðþ